# Josef Holik
Josef Holik (* 20. April 1931 in Tetschen, Tschechoslowakei; † 27. Februar 2021) war ein deutscher Diplomat.

## Familie
Sein Großvater war der Landwirt Josef Luksch (1866–1936), Abgeordneter im mährischen Landtag (1894), im Reichsrat (1900) und Senator in Prag (1920–1935). Sein Vater war der 1973 verstorbene Josef Holik, ein promovierter Landwirt. 1945 wurde die Familie Holik aus Südmähren vertrieben. Josef Holik senior war in Süddeutschland in der Zuckerindustrie tätig.
Er lebte in Wachtberg-Pech.

## Leben
Josef Holik machte 1950 in Uffenheim sein Abitur. Er studierte Rechtswissenschaft, Verwaltungsrecht und Politikwissenschaft an der Julius-Maximilians-Universität Würzburg und der Deutschen Hochschule für Verwaltungswissenschaften Speyer sowie – mit einem Stipendium des US-Außenministeriums – drei Semester an der Colgate University. 1960 wurde Holik an der Universität Würzburg mit dem Thema Der Einfluß politischer Kräfte auf die Entwicklung der amerikanischen Verfassungsgerichtsbarkeit zum Dr. jur. promoviert.
1961 trat Holik in den auswärtigen Dienst ein. Er war Attaché an der Botschaft der Bundesrepublik Deutschland in Moskau. 1963 war Holik Konsul der Bundesrepublik Deutschland in Madras und lernte seine Kollegin und spätere Ehefrau Wiltrud Holik kennen. Im Weiteren war er an der Vertretung der Bundesrepublik Deutschland bei der NATO in Brüssel tätig und von 1971 bis 1974 Botschafter in Somalia. Nach einer Tätigkeit im Auswärtigen Amt leitete er 1984 bis 1987 die deutsche Delegation, welche über Truppenreduzierungen in Europa (MBFR) verhandelte.
Von 1987 bis 1995 war Holik im Rang eines Botschafters Leiter der Unterabteilung 2 A und Beauftragter der Bundesregierung für Fragen der Abrüstung und Rüstungskontrolle.
Im Ruhestand engagierte er sich in einer Reihe von Gremien, darunter als Mitglied im Abrüstungsbeirat des VN-Generalsekretärs, und bis 2003 im Bonn International Center for Conversion. Von 1996 bis 2001 saß er der Saint Barbara Foundation zur Landminenräumung vor.

## Veröffentlichungen
- Abrüstung als Wegbereiter der Wende in Europa. Duncker & Humblot, Berlin 2017, ISBN 978-3-428-15200-1
- Die Rüstungskontrolle – Rückblick auf eine kurze Ära. Duncker & Humblot, Berlin 2008, ISBN 978-3-428-12928-7
- Arms Control Achievements: A Solid Foundation. In: Michael Brzoska und Peter J. Croll (Hrsg.): Promoting Security: But How and For Whom?, Bonn 2004 (Bonn International Center for Conversion), S. 95–96, ISSN 0947-7322
- Die konventionelle Abrüstung im Kalten Krieg. Ein Instrument für den politischen Wandel in Europa, in: Portal Militärgeschichte, 16. Juni 2014, URL: http://portal-militaergeschichte.de/holik_abruestung (zuletzt abgerufen am 19. August 2014)
- „Einfluss politischer Kräfte auf die Entwicklung der amerikanischen Verfassungsgerichtsbarkeit“. Dissertation. Julius-Maximilians-Universität Würzburg, 1959

## Ehrungen und Auszeichnungen
- 1988: Verdienstorden der Bundesrepublik Deutschland (Verdienstkreuz 1. Klasse)
- 1995: Verdienstorden der Bundesrepublik Deutschland (Großes Verdienstkreuz)
- 1991: Großes Silbernes Ehrenzeichen mit dem Stern für Verdienste um die Republik Österreich[3]